# Аврамов Віталій Прокопович
Аврамов Віталій Прокопович (нар. 22 червня 1923 с. Тьоткіно, нині смт Курської область, Російська Федерація  — 9 лютого 1992, Харків Україна)  — фахівець у галузі гусеничних машин. Доктор технічних наук (1971). Професор (1972).

## Освіта
Закінчив Харківський політехнічний інститут (1951), де відтоді й  працював асистентом (1951–59), старшим викладачем (1959–61), доцентом (1961–71), професором (1971–1972), завідувачем кафедри (1972–1992) колісних та гусеничних машин.

## Діяльність

Фото могили на Другому міському кладовищі Харкова

Досліджував та розробляв ходові частини швидкохідних гусеничних машин. Результати наукових розвідок Аврамова та його учнів використано при проектуванні танків Т-64, Т-80УД, Т-84 та іншої військової та гусеничної техніки..

## Наукові праці
- Основы автоматики транспортных машин. К., 1986 (співавтор.);
- Гидрообъемные передачи в гидрообъемно-механических трансмиссиях транс-портных машин. Х., 1986 (співавтор);
- Динамика гусеничной транспортной машины при установившемся движении по неровностям. Х., 1990 (співавтор);
- Динамика гусеничной транспортной машины при прямолинейном движении по неровностям. К., 1992.